# مارينا وارنر
مارينا وارنر (بالإنجليزية: Marina Sarah Warner)‏ هي كاتِبة بريطانية، ولدت في 9 نوفمبر 1946 في لندن في المملكة المتحدة.

## وصلات خارجية
- الموقع الرسمي